# Institut Pasteur de Nha Trang
 (signalé en juin 2025).
Si vous disposez d'ouvrages ou d'articles de référence ou si vous connaissez des sites web de qualité traitant du thème abordé ici, merci de compléter l'article en donnant les références utiles à sa vérifiabilité et en les liant à la section « Notes et références ».
- Archive Wikiwix
- Bing
- Cairn
- DuckDuckGo
- E. Universalis
- Gallica
- Google
- G. Books
- G. News
- G. Scholar
- Persée
- Qwant
- (zh) Baidu
- (ru) Yandex
- (wd) trouver des œuvres sur Wikidata

L'institut Pasteur est un institut Pasteur situé à Nha Trang au Viêt Nam. C'est un centre de recherche et de science en laboratoire spécialisé dans les maladies tropicales.

## Historique
Le premier institut Pasteur du Viêt Nam et d'Indochine française est l'institut Pasteur de Hô Chi Minh-Ville (à l'époque Saïgon) ouvert en janvier 1891 par le docteur Albert Calmette. Quatre ans plus tard, Alexandre Yersin ouvre une filiale à Nha Trang. Des animaux, tels que des buffles, des chevaux, des ânes, des lapins et des souris sont élevés pour les expériences avec l'assistance du vétérinaire militaire Pesas. Le futur maréchal Lyautey visite l'établissement en 1896. La même année, Yersin fait construire un petit établissement près du fleuve Cái, où il demeure.
En 1904, l'établissement est reconstruit à grande échelle sous le nom d'« institut Pasteur » avec des colonnes grecques en façade. Le docteur Yersin se sert d'une plantation d'hévéas de 100 hectares (au lieu-dit les Sources huileuses, Suối Dầu), plantée au tournant du siècle avec l'aide de l'ingénieur agronome Vernet, pour mettre au point des médicaments contre le paludisme pendant la Première Guerre mondiale. Il ouvre deux fermes de bétail à l'île de Hòn Tre (dans la baie de Nha Trang) et aux Sources huileuses.
L'institut Pasteur met au point des bactéries pour lutter contre les parasites pathogènes attaquant les êtres humains et les animaux.

## Source
- (vi) Cet article est partiellement ou en totalité issu de l’article de Wikipédia en vietnamien intitulé « Viện Pasteur Nha Trang » (voir la liste des auteurs).